# Wolfgang Ketterle
Wolfgang Ketterle (født 21. oktober 1957) er en tysk fysiker og professor i fysik på Massachusetts Institute of Technology (MIT). Hans forskning har fokuseret på eksperimenter der fanger og køler atomer til temperaturer tæt på det absolutte nulpunkt, og han ledede en af de første grupper, der formåede at syntetisere Bose–Einstein-kondensat i 1995. Han modtog nobelprisen i fysik for denne bedrift samt for sine tidlige grundlæggende studier af kondensater. Han modtog den ene halvdel af prisen, mens Eric Allin Cornell og Carl Wieman modtog den anden halvdel.